# あだち (漫画家)
あだち（3月30日 - ）は、日本の漫画家。東京都足立区出身。血液型O型。デビュー作は『円谷さん家』。

## 略歴
- 2012年 - 第6回5月期マーガレットまんがゼミナールSUPERギャグ部門において金賞を受賞し、デビューした。

## 作品リスト
全て集英社から刊行されている。
- 強制恋活〜恋愛なんてクソくらえと思っていた少女漫画家が恋活してみたら〜[注 1]（2019年12月25日発売[3][4]、『マーガレット』2017年8号[5]、10号 - 16号、19号、21号 - 22号、24号、2018年1号、10号 - 12号、14号、18号 - 24号、2019年1号 - 5号、10・11合併号 - 15号、ISBN 978-4-08-792055-0）

### 単行本未収録作品
- 円谷さん家（『マーガレット』2012年17号[注 2]、20号 - 21号、24号 - 2013年7号[6]、17号[7] - 23号、2015年18号[8][9] - 2022年24号、『ザ マーガレット』2012年12月号、2013年12月号 - 2014年10月号、2017年10月号 - 2019年12月号、2020年春号 - 2021年冬号）
- ありすのお茶会（『マーガレット』2014年1号 - 2014年24号）
- 青春コミッション![注 3]（『マーガレット』2014年5号[10] - 18号）
- 私の心はドロップス（『ザ マーガレット』2014年12月号 - 2015年2月号）
- 碧川（みどりかわ）くん、かして。[注 4]（『マーガレット』2014年23号[11] - 2015年8号[12]）
- ぷありっち（『ザ マーガレット』2015年4月号 - 2015年8月号）
- マーガレットダイエット部[注 5]（『マーガレット』2015年12号、14号[13] - 15号[14]、18号[9] - 2017年2号[15]）
- どがちゃか!!（『ザ マーガレット』2015年10月号[16] - 2016年2月号[17]）
- おれらのアニキ!（『ザ マーガレット』2016年4月号[17] - 2017年2月号[18]）
- クズ男と座敷童子（『ザ マーガレット』2017年4月号[19] - 2017年8月号[20]）
- あだちとタナカの映画『覚悟はいいかそこの女子。』観に行っちゃいました!!（『マーガレット』2018年20号別冊ふろく『覚悟はいいかそこの女子。映画公開直前!スターターコミックス!』）
- あだちとタナカのNEW!マーガレットおたより部（『マーガレット』 - 2018年24号）
- あだちとアオイのマーガレットおたより部（『マーガレット』2019年1号[21] - 2号）
- あだちとアオイのゆるゆる副音声（『マーガレット』2019年3・4合併号[22] - 2020年24号）
- 視えてるふたり（『ザ マーガレット』2019年12月号）
- 強制恋活 特別番外編（『ザ マーガレット』2020年2月号）
- 強制恋活〜少女漫画家編〜[23][24][25]（『少年ジャンプ+』2020年3月30日配信）
- 僕と彼女のポメラニアン（『ザ マーガレット』2021年夏号）
- まだ真剣マジに生きてないだけ。〜30代女漫画家の独り立ち日記〜（『Cocohana』2023年5月号[26][27]、2023年8月号[28] - ）